# Фелікс Конопасек
Фелікс Конопасек (нар. 22 травня 1860 у Чернівцях, пом. 28 липня 1930 у Ригліці Тарнівського повіту) — польський композитор, диригент і педагог.

## Життєпис
Здобув освіту у Варшавському музичному інституті у Рудольфа Штробля (фортепіано) та Зигмунта Носковського (композиція). Був диригентом хорів та інструментальних ансамблів у Варшаві. Також займався педагогічною роботою. Серед його учнів був Збігнєв Джевецький.
Працював у Секції ім. Станіслава Монюшки Варшавського музичного товариства як хранитель пам'яток по Станіславу Монюшку.
Також редагував фортепіанні уривки зі сценічних творів Монюшка, в тому числі «Чесне слово» («Verbum Nobile») і «Новий Дон Кіхот, або Сто божевіль» (Nowy Don Kiszot, czyli sto szaleństw).
Написав багато хорових, камерних і фортепіанних творів. Був автором гармонізації державного гімну, затвердженого циркуляром Міністерства релігійних конфесій і народної освіти від 2 квітня 1927 року.
У 1930 році нагороджений Золотим Хрестом Заслуг.

## Вибрані композиції
- Bajka «Dzieci i żaby» na chór męski
- «Hasła» na 4-głosowy chór męski
- Sonata fis-moll na skrzypce i fortepian